# Bundesstrasse 104
Bundesstrasse 104 är en förbundsväg i norra Tyskland. Vägen är 302 km lång och går genom förbundsländerna Schleswig-Holstein, Mecklenburg-Vorpommern och Brandenburg. Vägen börjar vid Lübeck och slutar vid polska gränsen.